# Państwowa Kolej Leśna Lillafüred
Państwowa Kolej Leśna Lillafüred (węg. Lillafüredi Állami Erdei Vasút, LÁEV) – kolej wąskotorowa w północno-wschodnich Węgrzech, o rozstawie szyn 760 mm, prowadząca z Miszkolca. Długość jej czynnych odcinków wynosi 26 km.

## Historia
Plany budowy kolei leśnej prowadzącej z Miszkolca w Góry Bukowe powstały przed I wojną światową, ale przystąpiono do ich realizacji już po wojnie, w Królestwie Węgier. Linię otwarto najpierw w 1923 roku dla ruchu towarowego, a w 1925 roku rozpoczęto przewozy pasażerskie. Sieć kolei liczyła maksymalnie ok. 50 km długości. Przewozy towarowe zakończono w 1989 roku, natomiast pozostał ruch pasażerski, o charakterze turystycznym.

## Teraźniejszość
W eksploatacji pozostaje 26 km torów, ale rozkładowy ruch całoroczny prowadzony jest tylko na 14-kilometrowym odcinku z Miszkolca przez Lillafüred do Garadny, a na odgałęzieniu do wsi Mahóca pociągi kursują na zamówienie. Początkowa stacja kolejowa mieści się w zachodniej części z Miszkolcu przy ul. Dorottya. Pociągi jadą początkowo przez miasto, obok m.in. zaplecza technicznego i lokomotywowni. Przy wytwórni papierów wartościowych Papírgyár odgałęzia się tor do Mahócy. Następnie pociąg wspina się w górę, w kierunku Lillafüred i ostatniej eksploatowanej stacji Garadna, pokonując na odcinku 11 km 200 m różnicy poziomów. Na trasie znajduje się m.in. tunel o długości 110 m.
Tabor obejmuje przede wszystkim lokomotywy spalinowe Mk48.